# Massacri della penisola di Yalova
I massacri della penisola di Yalova furono una serie di massacri e pulizie etniche durante il 1920-1921, la maggior parte delle quali avvenne tra marzo e maggio 1921. Furono commessi da bande locali greche e armene dall'esercito greco contro la popolazione musulmana turca della penisola di Yalova (o Armutlu). Furono bruciati 27 villaggi bruciati ad Armutlu. Secondo il giornalista Arnold J. Toynbee circa 300 musulmani furono uccisi tra aprile e luglio 1921. In un'inchiesta ottomana di 177 sopravvissuti a Costantinopoli, il numero delle vittime riportate era molto basso (35), il che era in linea con le descrizioni di Toynbee secondo il quale gli abitanti del villaggio fuggirono dopo uno o due omicidi. Inoltre, circa 1.500 musulmani su 7.000 rimasero nella regione dopo gli eventi o in 6.000 avevano lasciato Yalova dove erano stati bruciati 16 villaggi. In aggiunta, i documenti ottomani e turchi sui massacri affermano che almeno 9.100 turchi musulmani vennero uccisi.
L'alto numero di morti negli eventi convinse Toynbee che i greci non erano adatti a governare i turchi. Una commissione interalleata, composta da ufficiali britannici, francesi, americani e italiani, e guidata da Maurice Gehri, rappresentante della Croce Rossa Internazionale di Ginevra, e da Arnold Toynbee, si recò nella regione per indagare sulle atrocità. Michael Smith afferma che anche le bande irregolari circasse presero parte ai massacri.
Una delle conseguenze portò il trasferimento dei rifugiati a Costantinopoli via nave.

## Contesto

### Guerra greco-turca (1919-1922)
Dopo la prima guerra mondiale, l'Impero ottomano si arrese ufficialmente alle potenze dell'Intesa e dovette sciogliere il suo esercito. Alla conferenza di pace britannici e francesi cercarono di assicurare per il Regno di Grecia il territorio di Smirne e delle regioni circostanti. Di conseguenza, l'esercito greco, con l'appoggio delle potenze dell'Intesa, invase l'Anatolia e occupò Smirne. Il governo ottomano e i nazionalisti turchi, che includevano persone di tutti gli strati della società turca, dai soldati ai civili, sotto il comando di Mustafa Kemal Pasha, si opposero a questa decisione. Quest'ultimo formò un nuovo Movimento Nazionale Turco con sede nell'Anatolia centrale, il cui scopo era respingere le forze straniere rimaste in Anatolia. D'altra parte, l'esercito greco venne incaricato dagli alleati di porre fine al governo nazionalista turco. Dopo la guerra greco-turca (1919-1922) l'esercito greco fu sconfitto e costretto a ritirarsi. Durante la sua ritirata (agosto-settembre 1922) l'esercito greco eseguì una politica della terra bruciata e devastò molte città e villaggi turchi e commise massacri contro i suoi abitanti.

### Popolazione

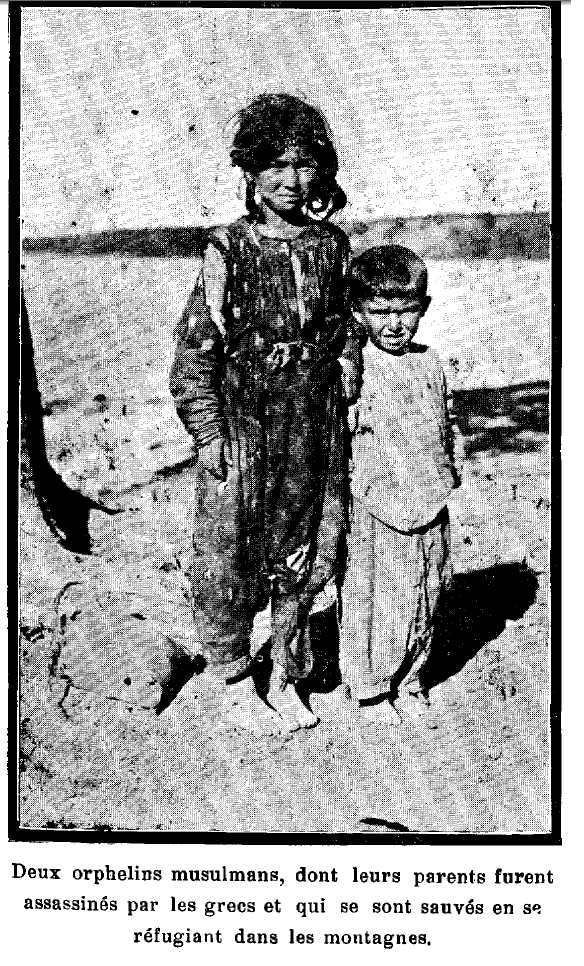
Due piccoli orfani musulmani i cui genitori furono uccisi.

La popolazione della penisola prima della prima guerra mondiale comprendeva una popolazione etnicamente diversificata tra cui musulmani, greci e armeni. Molti rifugiati musulmani si erano stabiliti in questa zona durante il XIX secolo fondando i propri villaggi. La kaza di Orhangazi aveva una maggioranza di armeni, con una minoranza di musulmani (34%). Anche la kaza di Yalova aveva una minoranza di musulmani nel 1914 (36%), con anche i cristiani in maggioranza (greci e armeni). La kaza di Gemlik era per il 57% musulmana, ma la città di Gemlik era quasi interamente (90%) greca al tempo della guerra. Gemlik era circondata da villaggi turchi greci, armeni e musulmani. La maggior parte degli armeni della regione furono deportati durante il genocidio armeno, i loro villaggi bruciarono, e solo una piccola parte di diverse migliaia di sopravvissuti tornarono, con circa 2.000 erano presenti a Gemlik nel 1921. Nel 1921 c'erano 3.500 profughi greci a Gemlik, per lo più provenienti dalle aree intorno a Iznik dove erano stati oggetto delle atrocità turche.
Tabella della popolazione del 1914.
| Religione/Etnia | Gemlik | Yalova | Orhangazi |
| --------------- | ------ | ------ | --------- |
| Musulmani       | 16.373 | 7.954  | 11.884    |
| Greci           | 8.568  | 10.274 | N/D       |
| Armeni          | 3.348  | 3.304  | 22.726    |
| Altri           | N/D    | N/D    | 157       |
| Totale          | 28.289 | 21.532 | 33.767    |

Un ulteriore fattore che portò alla violenza fu il ritorno alle loro case dei rifugiati greci, che erano stati dislocati a causa delle politiche di pulizia etnica ottomana durante la prima guerra mondiale. Dall'altro lato, migliaia di rifugiati turchi dalle guerre balcaniche, che nel frattempo avevano occupato le loro case, furono espulsi. Questa svolta creò un proletariato rurale adatto al brigantaggio e alla violenza da parte di gruppi irregolari. Secondo un rapporto della commissione alleata, gli eventi durante la prima guerra mondiale e i problemi dei profughi non furono la ragione principale della completa distruzione di numerosi villaggi e città turche nella penisola di Gemlik-Yalova. Il resoconto afferma che i massacri e la distruzione furono eseguiti secondo un piano dell'esercito greco che incoraggiava anche i greci e gli armeni locali a partecipare.

## Massacri nel 1920-1921 nella penisola di Gemlik-Yalova

### Eventi tra agosto 1920 e marzo 1921

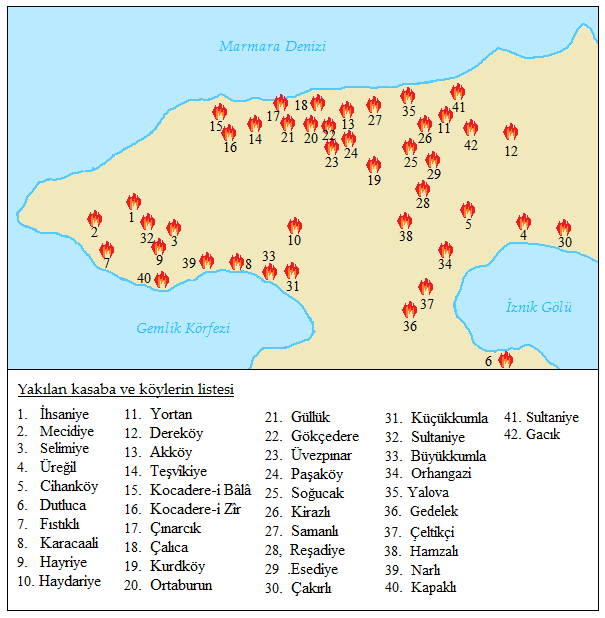
Mappa delle aree colpite e dei villaggi bruciati

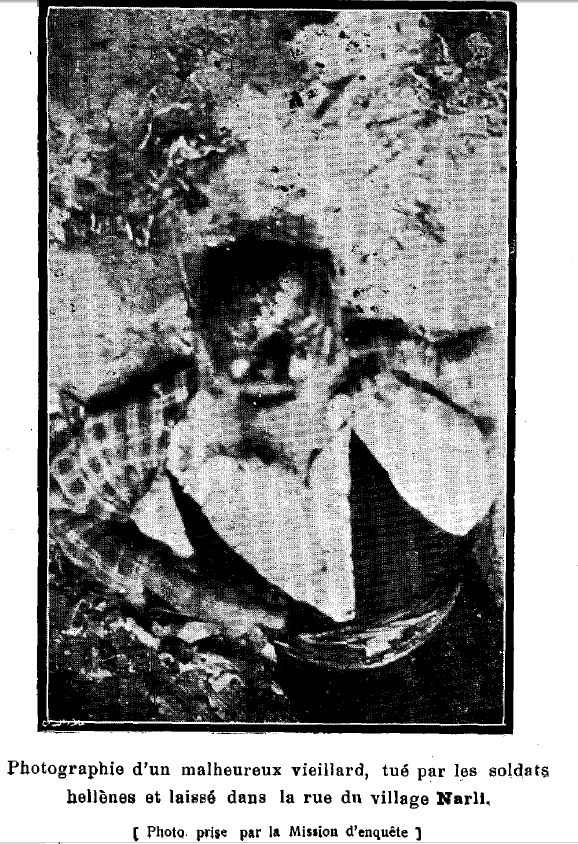
Anziano assassinato nel villaggio di Narli.

Dopo la sconfitta dell'Impero ottomano nella prima guerra mondiale la penisola fu occupata dalla Gran Bretagna. Alla fine del 1920 il controllo della regione fu ceduto alle truppe greche. L'avanzata delle forze greche nel giugno-luglio 1920 verso est, al di fuori della cosiddetta "zona di Smirne", provocò un conflitto interetnico nel distretto di Izmit tra regolari turchi e greci e alcuni mercenari circassi, questi ultimi che agivano in un ruolo subordinato secondo Toynbee. Gli irregolari turchi risposero condannando i villaggi cristiani nella regione di Iznik, a est di Yalova e al di fuori dell'area controllata dalle forze greche. Nella vicina città di Iznik, circa 539 greci, 20 armeni e 18 ebrei furono uccisi il 15 agosto 1920. Anche i sopravvissuti greci e armeni alle deportazioni della prima guerra mondiale che erano tornati nei loro villaggi furono oggetto di atrocità, massacri e incendi di villaggi da parte di bande turche. La maggior parte di queste atrocità avvenne nei villaggi a est del lago Iznik. I documenti negli archivi ottomani accusano gli emigrati cristiani di aver commesso le stesse atrocità e ciò è concordato dal rapporto alleato occidentale. Durante le battaglie della primavera 1920 tra le forze turche e greche, l'avanzata greca fallì.
Dall'estate del 1920 le forze greche detenevano un'area estesa e in gran parte musulmana, in cui gruppi di nazionalisti turchi si dedicavano allo spionaggio insieme alle bande turche del Kuvay-i Milliye che operavano contro le linee di comunicazione greche. All'indomani del fallimento greco, le truppe greche si vendicarono sui villaggi turchi che sospettavano di ospitare attività anti-greche e andarono alla ricerca di armi nascoste. I documenti ottomani indicano che i villaggi turchi locali furono disarmati e così divennero facile preda delle bande greco/armene locali.
Dopo l'occupazione greca, la popolazione turca locale presentò le denunce alle autorità ottomane e alleate contro le atrocità greche, ma apparentemente senza molto effetto. In un rapporto della gendarmeria ottomana della regione di Balikesir al quartier generale della gendarmeria si affermava che dall'occupazione greca (agosto 1920) la popolazione turca era stata soggetta a casi di uccisioni, torture, stupri e furti. Le armi della popolazione musulmana erano raccolte e consegnate ai greci e agli armeni locali. Secondo i documenti dell'archivio ottomano, i villaggi di Dutluca (7 settembre 1920), Bayırköy e Paşayayla nella regione di Orhangazi furono bruciati e la popolazione massacrata. Nella zona di Yalova, il villaggio di Çınarcık fu saccheggiato e la gente del posto maltrattata, tra cui alcuni uccisi.
L'esercito greco catturò Orhangazi il 16 ottobre 1921 dopo la resistenza delle milizie turche. Il giorno dopo ci fu un massacro nel vicino villaggio turco di Çakırlı e gli uomini furono rinchiusi nella moschea locale dove vennero bruciati vivi e fucilati. Due giorni dopo, il 18 ottobre 1921, il vicino villaggio turco di Üreğil (composto da 90 famiglie) fu incendiato. Il 16 aprile, i circa 1.000 abitanti turchi di Orhangazi furono inviati a Gemlik dall'esercito greco mentre la città fu parzialmente incendiata lo stesso giorno dai greci. I profughi raggiunsero Gemlik in circostanze molto difficili, la maggior parte fu derubata e alcuni vennero uccisi lungo la strada. Successivamente furono evacuati dalla commissione alleata a Istanbul in nave. Il giorno successivo, il 17 aprile, ci fu un massacro nel villaggio di Gedelek che fu bruciato. La gendarmeria ottomana riportò l'attacco al villaggio di Ali Al Sabah. Il 10 maggio 1921 il villaggio fu saccheggiato dai paramilitari cristiani e le donne furono violentate.

### Indagine della commissione alleata (13-23 maggio 1921)

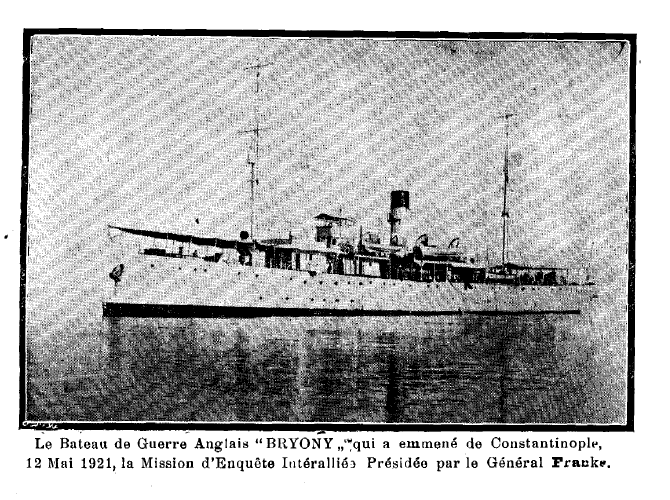
La nave da guerra britannica Bryony che trasportava la commissione.

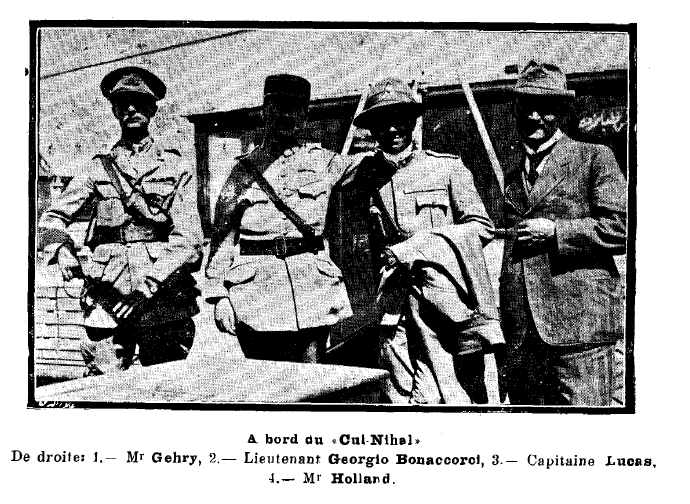
La Commissione

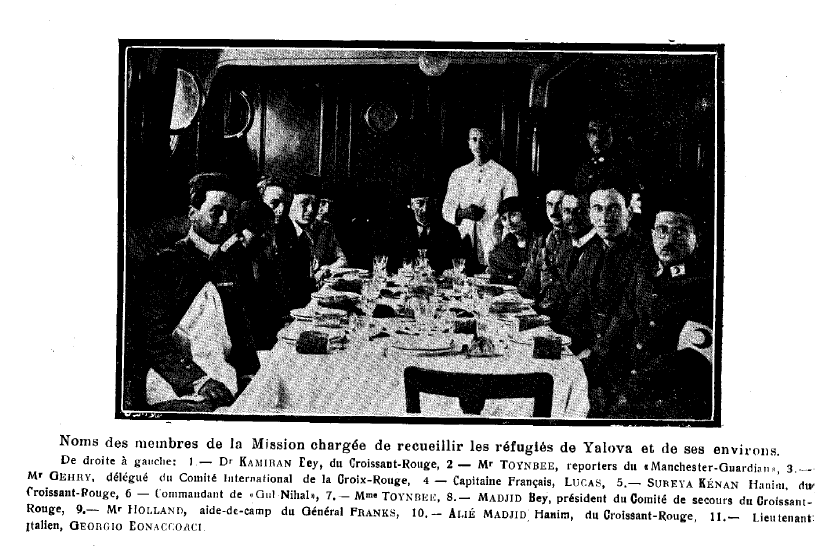
Membri della missione umanitaria interalleata

Nel maggio 1921, fu finalmente istituita una commissione interalleata, composta da ufficiali britannici, francesi, americani e italiani, e dal rappresentante della Croce Rossa Internazionale di Ginevra, Maurice Gehri, per indagare sulla situazione. Salparono con la nave "Bryony" e raggiunsero Gemlik il 12 maggio. Il 13 maggio 1921 la commissione avviò la sua indagine visitando i villaggi incendiati di Çertekici, Çengiler (villaggio armeno bruciato dai turchi) e Gedelek. A Çertekici trovarono 4 soldati greci intenti a incendiare gli edifici rimanenti. Poi tornarono a Gemlik dove ascoltarono i profughi turchi che si erano radunati, la maggior parte proveniente da Orhangazi che era stata bruciata dall'esercito greco un mese prima, il 16 aprile. I profughi si lamentarono di essere stati derubati sulla strada per Gemlik da greci e armeni. La commissione ascoltò vari casi compreso lo stupro e la tortura di una donna sessantenne da parte di sei soldati greci.

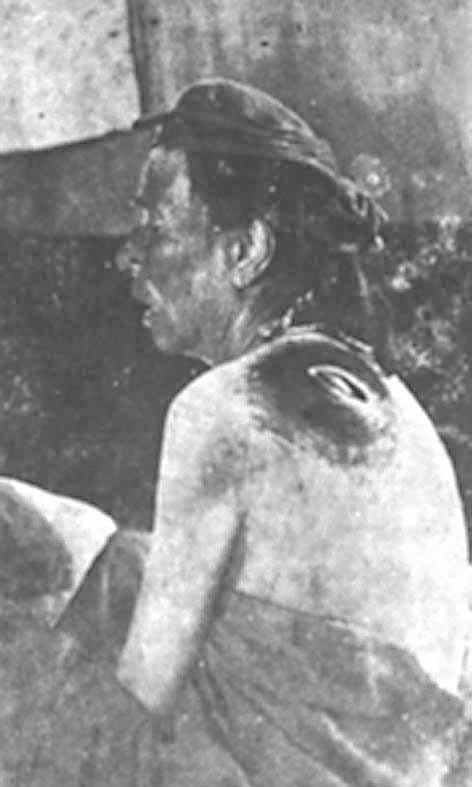
Donna ferita a Kapakli dalla baionetta

La commissione ascoltò i profughi turchi di Orhangazi. Il 14 maggio la commissione ascoltò i casi dei profughi greci e armeni. Domenica 15 maggio la commissione scoprì che i villaggi turchi di Kapaklı, Narlı e Karacaali erano stati dati alle fiamme, e la stessa sera andarono con la barca Bryony alla riva di Karacaali dove trovarono sulla spiaggia i cadaveri di 11 turchi che erano stati uccisi diverse ore prima con le baionette. Il giorno dopo andarono a Kapaklı, dove trovarono 8 corpi, di cui 4 donne. Ascoltarono la gente di Karacaali che affermò che 40 donne erano state portate via dai greci.
Il 16 maggio la commissione si recò nel villaggio di Küçük Kumla. La popolazione turca locale si era nascosta nelle loro case per paura, ma quando si rese conto che si trattava della commissione alleata un gruppo di 1.000 abitanti del villaggio si radunò intorno a loro. Dissero che la situazione era terribile da un mese e il giovedì precedente un gruppo di 60-65 soldati greci accompagnati da 40 civili greci arrivò al villaggio e uccise tre uomini e ferì una donna. Il giorno prima un altro gruppo greco aveva ucciso 8-9 persone. Più tardi quel giorno la commissione si recò nel villaggio di Kapaklı che bruciava da tre giorni. Sotto le macerie trovarono 8 corpi, di cui 4 donne. I sopravvissuti dissero alla commissione che i responsabili erano i soldati greci. La commissione indagò quindi sul villaggio di Narlı, che era stato bruciato e stava ancora bruciando. La commissione trovò casi simili nell'area intorno a Yalova, dove 16 villaggi musulmani erano stati bruciati. Sbarcarono lì il 21 maggio e, dopo le indagini, trovarono distrutti i villaggi gemelli di Kocadére e tornarono infine a Costantinopoli il 22 maggio.

### Trasporto dei rifugiati

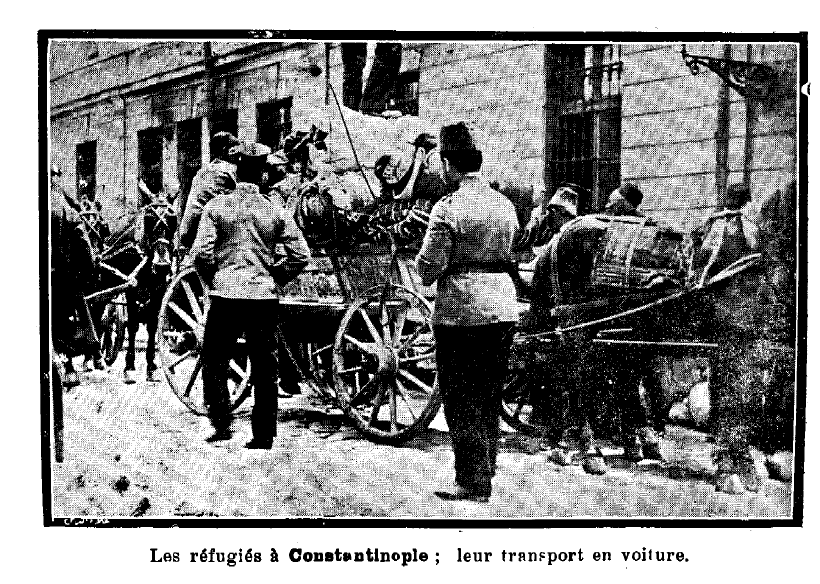
Rifugiati musulmani da Yalova a Costantinopoli.

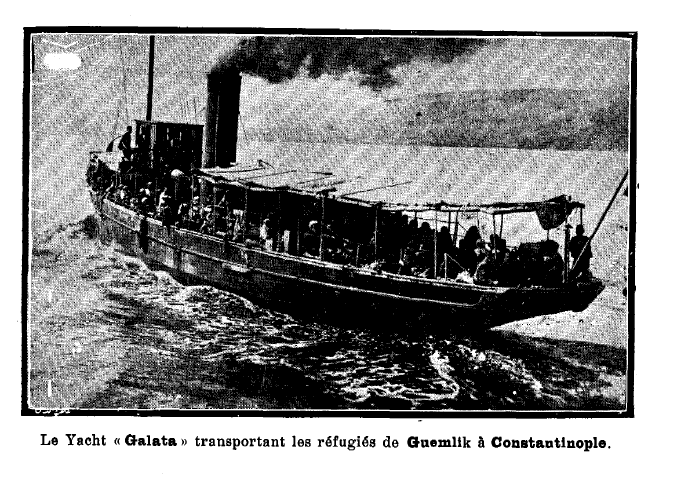
Evacuazione dei musulmani a Costantinopoli.

Divenne chiaro alla commissione che tra marzo e maggio 1921 la popolazione era stata massacrata o fuggita su larga scala. Quasi tutti i villaggi e le città erano stati bruciati, mentre i sopravvissuti erano ammassati in alcune località. I villaggi furono prima saccheggiati e quasi tutto il bestiame degli abitanti fu portato via; in seguito vi furono stupri e uccisioni e infine le loro case furono bruciate. I musulmani si nascondevano nelle montagne intorno a Gemlik temendo di essere uccisi. Per proteggere i musulmani da ulteriori atrocità, la commissione alleata decise di trasportare i rifugiati con le navi a Istanbul. I musulmani intorno a Gemlik furono evacuati in diverse parti a Costantinopoli. Tuttavia gli ufficiali greci insistettero per mantenere gli uomini abili garantendo un trattamento adeguato e la commissione accettò. Nel nord, una piccola nave trasportava 320 persone per lo più donne e bambini da Yalova a Costantinopoli. Il comandante greco cercò di impedire la loro partenza. Successivamente avvennero altri due trasporti.

### Conclusione della commissione alleata

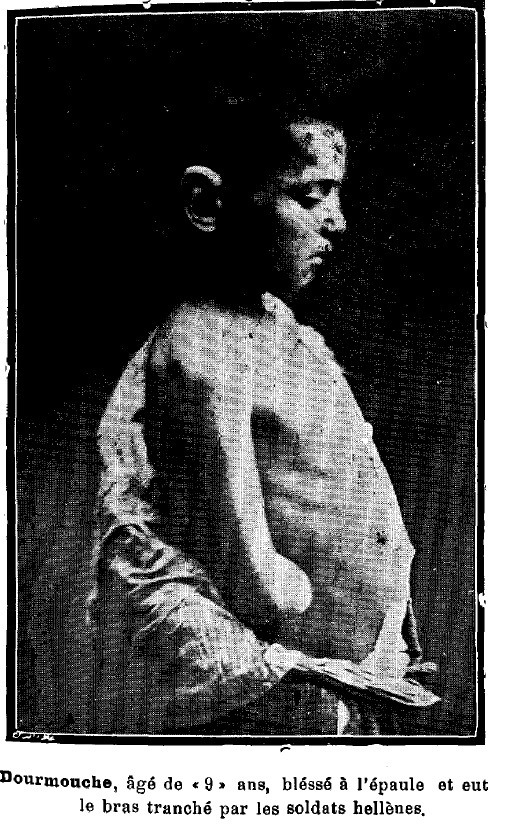
Un ragazzo ferito e con la mano tagliata

La commissione interalleata, composta da ufficiali britannici, francesi, americani e italiani, e il rappresentante della Croce Rossa Internazionale di Ginevra, Maurice Gehri, preparò due rapporti di collaborazione separati sulle loro indagini nella penisola di Yalova-Gemlik. Questi rapporti scoprirono che le forze greche commisero atrocità sistematiche contro gli abitanti turchi. I commissari menzionarono "l'incendio e il saccheggio di villaggi turchi", "l'esplosione di violenza di greci e armeni contro i turchi", e "un piano sistematico di distruzione ed estinzione della popolazione musulmana". Nella sua relazione del 23 maggio 1921, la commissione interalleata affermò quanto segue:
Secondo Maurice Gehri i massacri nella penisola di Gemlik-Yalova furono il risultato della sconfitta dell'esercito greco nella battaglia di İnönü.
Il più tardi famoso storico Arnold J. Toynbee fu attivo nella zona come reporter di guerra. Toynbee dichiarò che lui e sua moglie furono testimoni delle atrocità perpetrate dai greci nelle aree di Yalova, Gemlik e Izmit e non solo ottennero abbondanti prove materiali sotto forma di "case bruciate e saccheggiate, cadaveri recenti e sopravvissuti terrorizzati" ma anche testimoni di rapine da parte di civili greci e incendi dolosi da parte di soldati greci in uniforme nell'atto di perpetrare.

### Commemorazione
Il villaggio di Kocadere e Akköy commemorano ogni anno le loro vittime nei rispettivi monumenti locali. Lo scrittore turco Mehmet Ballı è l'autore dello storico romano Engere incentrato sugli eventi.

## Tabelle

### Villaggi bruciati secondo gli archivi ottomani
| Elenco delle atrocità nei villaggi, secondo i documenti ottomani pagine 234-235 |                       | |
| Villaggi                                                                        | Numero degli abitanti | Note |
| Teşvîkiye                                                                       | 430                   | Villaggio di georgiani musumani. La popolazione venne massacrata, gli edifici furono bruciati.                                           |
| Kocadere-i Bâlâ                                                                 | 350                   | La popolazione venne massacrata, gli edifici furono bruciati.                                                                            |
| Kocadere-i Zîr                                                                  | 550                   | La popolazione venne massacrata, gli edifici furono bruciati.                                                                            |
| Çınarcık                                                                        | 550                   | Massacrati e saccheggiati, solo 20 persone sopravvissero.                                                                                |
| Çalıca                                                                          | 120                   | La popolazione venne massacrata, gli edifici furono bruciati.                                                                            |
| Kurtköy                                                                         | 400                   | La popolazione venne massacrata, gli edifici furono bruciati.                                                                            |
| Ortaburun                                                                       | 150                   | Villaggio fondato e popolato di musulmani georgiani, laz da Batumi (1893). La popolazione venne massacrata, gli edifici furono bruciati. |
| Günlük[Güllük]                                                                  | 200                   | Bruciata, la popolazione fuggì, due persone furono uccise.                                                                               |
| Gökçedere                                                                       | 100                   | La maggior parte degli edifici fu saccheggiata e bruciata.                                                                               |
| Üvezpınar                                                                       | 150                   | Un villaggio laz. Bruciata, la popolazione in parte massacrata, in parte fuggita.                                                        |
| Paşaköy                                                                         | 350                   | La popolazione venne massacrata, gli edifici furono bruciati.                                                                            |
| Solucak [Soğucak]                                                               | 200                   | Villaggio circasso. La popolazione venne massacrata, gli edifici furono bruciati.                                                        |
| Kirazlı                                                                         | 250                   | La popolazione venne massacrata, gli edifici furono bruciati.                                                                            |
| Yortan                                                                          | 250                   | La popolazione venne massacrata, gli edifici furono bruciati.                                                                            |
| Dereköy                                                                         | 250                   | La popolazione venne massacrata, gli edifici furono bruciati.                                                                            |
| Akköy                                                                           | 550                   | La maggior parte della popolazione venne massacrata.                                                                                     |
| Samanlı                                                                         | 150                   | La popolazione venne massacrata, gli edifici furono bruciati.                                                                            |
| Reşadiye                                                                        | 1250                  | Villaggio avaro. Totalmente bruciato, la popolazione fu massacrata.                                                                      |
| Esadiye                                                                         | 250                   | Villaggio avaro. Totalmente bruciato, la popolazione fu massacrata.                                                                      |
| Çakırlı                                                                         | 550                   | Totalmente bruciato, la popolazione fu massacrata.                                                                                       |
| Üreğil                                                                          | 700                   | Totalmente bruciato, la popolazione fu massacrata.                                                                                       |
| Cihanköy                                                                        | 250                   | La popolazione fuggì, il villaggio venne saccheggiato.                                                                                   |
| Dutluca                                                                         | 850                   | Massacri su larga scala, edifici bruciati.                                                                                               |
| Fıstıklı                                                                        | 550                   | La popolazione fuggì, il villaggio fu saccheggiato.                                                                                      |
| Karacaali                                                                       | 650                   | Popolazione in parte massacrata, villaggio saccheggiato e bruciato.                                                                      |
| Mecidiye                                                                        | 200                   | Villaggio fondato e popolato di musulmani georgiani e laz. Popolazione in parte massacrata, villaggio saccheggiato e bruciato.           |
| Selimiye                                                                        | 700                   | Totalmente bruciato, la popolazione fu massacrata.                                                                                       |
| Lütfiye                                                                         | 100                   | Popolazione in parte massacrata, villaggio saccheggiato e bruciato.                                                                      |
| Hayriye                                                                         | 250                   | Popolazione in parte massacrata, villaggio saccheggiato e bruciato.                                                                      |
| Haydariye                                                                       | 250                   | Un villaggio georgiano. Popolazione in parte massacrata, villaggio saccheggiato e bruciato.                                              |
| Ihsâniye                                                                        | 100                   | Popolazione in parte massacrata, villaggio saccheggiato e bruciato.                                                                      |
| Küçükkumla                                                                      | 150                   | Popolazione in parte massacrata, villaggio saccheggiato e bruciato.                                                                      |
| Sultaniye                                                                       | 100                   | Villaggio avaro. Popolazione in parte massacrata, villaggio saccheggiato e bruciato.                                                     |
| Büyükkumla                                                                      | 620                   | Popolazione in parte massacrata, villaggio saccheggiato e bruciato.                                                                      |
| Popolazione totale:                                                             | 12.430                | Totale Massacrati: >9.143 |

### Villaggi bruciati intorno a Yalova secondo Toynbee
| Elenco dei villaggi distrutti nel distretto di Yalova tra aprile e maggio 1921, secondo Arnold Toynbee |                          |                         |
| Nome dei villaggi | Numero originale di case | Numero di case bruciate |
| Çalıca | 40–50                    | Tutti                   |
| Kurtköy | 100                      | Tutti                   |
| Ortaburun | 40                       | Tutti                   |
| Güllük | 50-60                    | Tutti                   |
| Gökçedere | 30-40                    | Tutti                   |
| vezpınar | 50-60                    | Tutti                   |
| Paşaköy | 80–90                    | Tutti                   |
| Sığırcık | 80                       | Tutti                   |
| Kirazl | 60                       | Tutti                   |
| Yortan | 40–60                    | Tutti                   |
| Dereköy | 40–60                    | Tutti                   |
| Resadiye | 400                      | Tutti                   |
| Sultaniye | 10–40                    | Tutti                   |
| Gacık | 100                      | metà                    |
| Totale | 1.160–1.300              | 14½ villaggi bruciati   |
| Fu bruciata anche una fattoria chiamata Şükrü Efendi Çiftliği. NOTA. —Il distretto compreso dai suddetti villaggi, insieme ad Akköy e Samanlı, è meno di un quarto della superficie totale della penisola Yalova–Gemlik, i cui confini, lato terra, coincidono grosso modo con la strada da Gemlik a Yalova via Pazarkoy. |                          |                         |